# Passerelle Léopold-Sédar-Senghor
Die Passerelle Léopold-Sédar-Senghor, bis Oktober 2006 die Passerelle Solférino, ist eine Fußgängerbrücke in Paris über die Seine etwa 100 m unterhalb des Musée d’Orsay.

## Name
Die Brücke wurde am 9. Oktober 2006, dem hundertsten Jahrestag seiner Geburt, nach Léopold Sédar Senghor benannt. Ihr früherer Name erinnerte an den Sieg Frankreichs und des Königreichs Sardinien gegen das Kaisertum Österreich in der Schlacht von Solferino 1859.

## Lage
Die Passerelle Léopold-Sédar-Senghor verbindet den Quai Anatole France auf dem linken Seine-Ufer mit dem Quai des Tuileries und dem Jardin des Tuileries auf dem rechten Ufer. In der Verlängerung ihrer Längsachse liegt die Rue de Solférino auf dem linken Ufer und die Allée de Castiglione im Jardin des Tuileries.
Die nächsten Brücken sind flussaufwärts die Pont Royal und flussabwärts die Pont de la Concorde, beide jeweils in rund 400 m Entfernung.

## Beschreibung
Die Passerelle Léopold-Sédar-Senghor besteht im Wesentlichen aus einem weitgespannten Bogen zwischen den Ufern und einem darüber liegenden, flacheren Bogen, der die Hochufer verbindet und damit auch die Hafenbereiche des Port de Solférino am linken und des Port des Tuileries am rechten Ufer überbrückt. Der obere Bogen ist mit einer stufenlosen Fläche aus starken Holzbrettern abgedeckt. Die auf dem unteren Bogen angeordneten Treppen durchstoßen den oberen Bogen in zwei langen Öffnungen und vereinigen sich in der Mitte der Brücke mit dem Deck des oberen Bogens zu einer einheitlichen Fläche. Dadurch können Passanten von einem Hochufer sowohl zum anderen Hochufer als auch zu den tiefer liegenden Bereichen unmittelbar am Fluss gelangen oder von einem Uferbereich zum anderen Uferbereich wechseln. Der Jardin des Tuileries kann sowohl vom oberen Bogen aus erreicht werden, wobei der fünfspurige Quai des Tuileries überquert werden muss, oder durch ein Tunnel, durch den man vom unteren Bogen und dem Uferbereich direkt in den Park gelangt.

Der untere Bogen hat eine Spannweite von 106 m und stützt sich auf große Beton-Widerlager im Untergrund, von denen nur Anschlussblöcke aus der Uferkante ragen. Ihre tragenden Elemente sind zwei stählerne Bogenträger mit je zwei Rippen aus übereinander angeordneten Stahlbändern, die durch im rechten Winkel eingefügte Stäbe zu einem Vierendeelträger ausgebildet sind. An den Widerlagern haben diese Rippen eine Bauhöhe von 125 cm, die sich zur Mitte hin auf 55 cm verringert. Jeder dritte der Stäbe ist verstärkt ausgebildet, da er eine Stütze des oberen Bogens trägt. Diese Rippen sind an den Widerlagern unmittelbar nebeneinander angeordnet, zur Brückenmitte hin vergrößert sich jedoch ihr Abstand deutlich.
V-förmige Stützen stehen mit Hilfe von Sockelelementen auf den Rippenpaaren und tragen die vier Längsträger des oberen Brückendecks. Dabei folgt die Breite der Sockel dem sich vergrößernden Abstand zwischen den Rippen. Da sich die Rippen zur Mitte hin immer mehr dem oberen Bogen nähern, spreizen sich gleichzeitig die V-förmigen Stützen.
Das obere Brückendeck ist 140 m lang, da es auch die beiden Hafenbereiche überquert. Sein Grundriss ist wegen der Anordnung der Bogenträger nicht rechteckig, sondern leicht ausgebuchtet; seine Breite vergrößert sich von 11 m am Rande auf 15 m in der Mitte. Es besteht im Wesentlichen aus vier Längs- und zahlreichen Querträgern. Das Brückendeck und die Treppen sind mit Brettern aus brasilianischem Ipe-Holz gedeckt, das auch auf dem Vorplatz und den Treppen des Neubaus des Bibliothèque nationale de France (BnF – Site François Mitterrand) verwendet wurde. Hier wie dort musste die Rutschsicherheit durch nachträglich eingelegte Streifen verbessert werden. Um als unangenehm empfundene Schwingungen zu reduzieren, wurden außerdem Schwingungsdämpfer eingebaut. Die Geländer sind auch hier mit den unvermeidlichen Liebesschlössern behängt.

## Geschichte

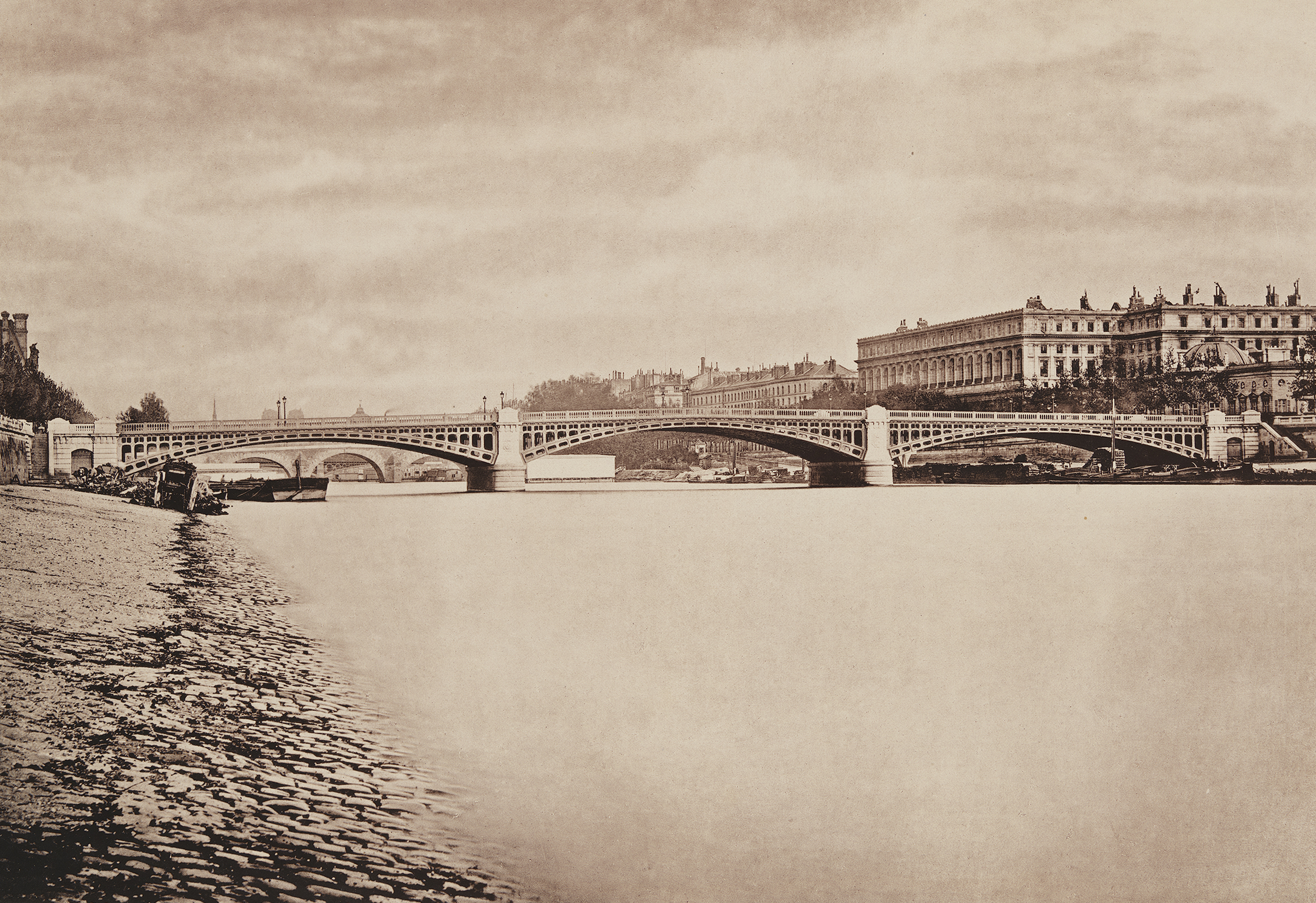
Pont de Solferino (1883)

Die erste Brücke war eine gusseiserne Straßenbrücke mit drei Öffnungen, die von Kaiser Napoleon III. 1861 eröffnet und Pont de Solférino benannt wurde. Sie tat fast hundert Jahre lang ihren Dienst.
1960 musste sie, geschwächt durch zahlreiche Kollisionen der Frachtkähne, abgebrochen und durch die Passerelle Solférino ersetzt werden, einen schlichten stählernen Steg mit zwei Pfeilern, der – als Provisorium gedacht – erst 1992 entfernt wurde. Beide Brücken verbanden die Hochufer, nicht aber die unmittelbar am Wasser liegenden Hafenbereiche.
1992 gewann Marc Mimram, ein französischer Ingenieur und diplomierter Architekt, den Wettbewerb für die Planung der Brücke. Nach der Planungszeit erfolgten die eigentlichen Bauarbeiten in den Jahren 1997 bis 1999. Die Stahlbauarbeiten wurden durch das Unternehmen Eiffel Constructions métalliques ausgeführt.
Marc Mimram erhielt 1999 den Prix de l’Équerre d’argent für die Brücke.